# Phénotypage
Le phénotypage est la caractérisation du phénotype, l'ensemble des caractères apparents d'un individu, correspondant à une réalisation du génotype.

## Immunophénotypage
L'immunophénotypage est une technique utilisée pour étudier la protéine exprimée par les cellules. Cette technique est couramment utilisée dans la recherche scientifique fondamentale et à des fins de diagnostic en laboratoire. Cela peut être fait sur une coupe de tissu (tissu frais ou fixé), une suspension cellulaire, etc. Un exemple est la détection d'un marqueur tumoral, comme pour le diagnostic de la leucémie. Il s'agit du marquage des globules blancs avec des anticorps dirigés contre des protéines de surface sur leur membrane. En choisissant des anticorps appropriés, la différenciation des cellules leucémiques peut être déterminée avec précision. Les cellules marquées sont traitées dans un cytomètre, un instrument laser capable d'analyser des milliers de cellules par seconde. L'ensemble de la procédure peut être effectué sur des cellules du sang, de la moelle osseuse ou du liquide cérébrospinal en quelques heures. 
L'immunophénotypage est un test de cytométrie très courant dans lequel des anticorps conjugués au fluorophore sont utilisés comme sondes pour colorer les cellules cibles. Cette technique permet un phénotypage rapide et facile de chaque lignée cellulaire dans un échantillon hétérogène en fonction de la présence ou de l'absence d'une combinaison protéique. Ainsi, la visibilité augmente dans les échantillons complexes.

## Exemple
Un exemple d'information fournie par immunophénotypage : 
« Le rapport d'immunophénotypage par cytométrie en flux a indiqué que les cellules malignes étaient positives pour la chaîne légère d'immunoglobuline CD19, CD10, dimCD20, CD45, HLA-DR et λ. Il n'y avait pas de coexpression de CD5 ou CD23 par les cellules B monoclonale. »